# تروفيو بولينسا 2022
تروفيو بولينسا 2022 (بالإسبانية: Trofeo Pollença-Port d'Andratx 2022)‏ هو سباق دراجات هوائية من فئة سباق يوم واحد، وأقيم في 29 يناير 2022، وامتدّ لمسافة 170.1 كيلومتر، وهو أحد سباقات طواف أوروبا للدراجات 2022.
فاز بالمركز الأول أليخاندرو بالبيردي، وبالمركز الثاني براندون ماكنولتي، وبالمركز الثالث ألكساندر فلاسوف.

## الفرق
| فرق عالمية (10)- Movistar Team - UAE Team Emirates - Bora-Hansgrohe - AG2R Citroën Team - Israel-Premier Tech - Lotto-Soudal - BikeExchange-Jayco - Cofidis - Intermarché-Wanty-Gobert Matériaux - Trek-Segafredo فرق برو (9)- كاجا رورال-سيغوروس 2022 ‏ - أوسكالتيل أوسكادي 2022 ‏ - كيرن فارما 2022 ‏ - فريق إيولو كوميت لركوب الدراجات 2022 ‏ - Bardiani-CSF-Faizanè - Arkéa-Samsic - برجس بي إتش 2022 ‏ - سبورت فلاندرين بالويس 2022 ‏ - درون هوبر-أندروني جوكاتولي 2022 ‏ فرق قارية (6)- بيت سايكلنج 2022 ‏ - Minerva Cycling Team ‏ - جافا كيوي أتلانتيكو 2022 ‏ - إلكترو هايبر يوروبا-كالداس 2022 ‏ - Manuela Fundación ‏ - Sam–Vitalcare–Dynatek ‏ |  |
| |  |

## التصنيف العام النهائي
| التصنيف العام         | التصنيف العام      | التصنيف العام    | التصنيف العام                      | التصنيف العام |
| العداء                | العداء             | البلد            | الفريق                             | الوقت         |
| --------------------- | ------------------ | ---------------- | ---------------------------------- | ------------- |
| 1                     | أليخاندرو بالبيردي | إسبانيا          | موفيستار                           | 4 س 14 د 50 ث |
| 2                     | براندون ماكنولتي   | الولايات المتحدة | فريق الإمارات                      | + 0 ث         |
| 3                     | ألكساندر فلاسوف    | روسيا            | بورا هانسغروه                      | + 3 ث         |
| 4                     | مايكل ماثيوز       | أستراليا         | Team BikeExchange-Jayco            | + 6 ث         |
| 5                     | فيليكس غال         | النمسا           | AG2R Citroën Team                  | + 10 ث        |
| 6                     | سيمون كلارك        | أستراليا         | Israel-Premier Tech                | + 10 ث        |
| 7                     | ايلي جيسبرت        | فرنسا            | اركيا سامسيك                       | + 10 ث        |
| 8                     | تيم فيلانز         | بلجيكا           | لوتو سودال                         | + 13 ث        |
| 9                     | Kobe Goossens ‏     | بلجيكا           | Intermarché-Wanty-Gobert Matériaux | + 19 ث        |
| 10                    | سيمون جيشكي        | ألمانيا          | Cofidis                            | + 28 ث        |
| مصدر: ProCyclingStats |                    |                  |                                    |               |

## وصلات خارجية
- لمحة عن سباق تروفيو بولينسا 2022 على موقع  ProCyclingStats   (برو  سايكلنج  ستاتس) - إحصاءات  محترفي  الدراجات.
- تروفيو بولينسا 2022 على موقع إحصائيات الدراجات الإحترافية (الإنجليزية)